# Sainte-Honorine-la-Chardonne
Sainte-Honorine-la-Chardonne is een gemeente in het Franse departement Orne (regio Normandië) en telt 669 inwoners (2004). De plaats maakt deel uit van het arrondissement Argentan.

## Geografie
De oppervlakte van Sainte-Honorine-la-Chardonne bedraagt 14,5 km², de bevolkingsdichtheid is 46,1 inwoners per km².
De onderstaande kaart toont de ligging van Sainte-Honorine-la-Chardonne met de belangrijkste infrastructuur en aangrenzende gemeenten.

## Demografie
Onderstaande figuur toont het verloop van het inwonertal (bron: INSEE-tellingen).